# 10 juin
Pour les articles homonymes, voir Dix-Juin.
10 mai 10 juillet
Chronologies thématiques
- Croisades
- Ferroviaires
- Sports
- Disney
- Anarchisme
- Catholicisme

Abréviations / Voir aussi
- (° 1852) = né en 1852
- († 1885) = mort en 1885
- a.s. = calendrier julien
- n.s. = calendrier grégorien
- Calendrier
- Calendrier perpétuel
- Liste de calendriers
- Naissances du jour

Le 10 juin est le 161e jour, moins souvent le 162e, de l'année du calendrier grégorien ; il en reste ensuite 204.
Son équivalent était généralement le 22 prairial du calendrier républicain ou révolutionnaire français, officiellement dénommé jour de la camomille (romaine).

## Événements

### XIVesiècle
- 1329 : début de la bataille de Pélékanon qui voit s'affronter une armée ottomane dirigée par Orkhan et une force expéditionnaire byzantine dirigée par Andronic III et défaite, marquant de la sorte la fin des tentatives de dégager les cités d'Anatolie assiégées par les Ottomans.

### XVIesiècle
- 1574 : les troupes royales françaises dirigées par le maréchal de Matignon enlèvent Saint-Lô aux protestants.

### XVIIesiècle
- 1619 : la bataille de Sablat oppose l'armée protestante à l'armée catholique du Saint-Empire, et se termine par la victoire de cette dernière. C'est un des premiers conflits armés de la guerre de Trente Ans.
- 1624 : signature du traité de Compiègne, un traité de paix entre la France et les Provinces-Unies[1], qui permet à la France de continuer de s'opposer à l'Espagne, dans le cadre de la guerre de Quatre-Vingts Ans, en finançant l'effort de guerre des Provinces-Unies contre celle-ci.

### XVIIIesiècle
- 1719 : la bataille de Glen Shiel, lors de la rébellion jacobite, voit la victoire des armées britanniques sur les jacobites écossais et l'armée espagnole.
- 1793 :
  - bataille de Machecoul, pendant la guerre de Vendée.
  - fondation juridique du Muséum national d'histoire naturelle de Paris, par décret de la Convention, sur l'insistance de Lakanal.
- 1794 : la loi du 22 prairial an II instaure la grande Terreur.

### XIXesiècle
- 1807 : la bataille d'Heilsberg voit la victoire de Napoléon Ier, sur l'armée russe commandée par Levin August von Bennigsen.
- 1815 : bataille de Muzillac, pendant la Chouannerie de 1815.
- 1817 : conclusion du traité de Paris, entre l'Autriche, l'Espagne, la France, l'Angleterre, la Prusse et la Russie. Il permet l'exécution de l'article 99 de l'acte du congrès de Vienne, déterminant la réversion des duchés de Parme, Plaisance et Guastalla.
- 1838 : le massacre de Myall Creek a lieu en Nouvelle-Galles du Sud, en Australie. Vingt-huit aborigènes sont massacrés par des colons blancs. Sept des meurtriers sont reconnus coupables, condamnés à mort, et exécutés par pendaison, marquant la première fois que des Blancs sont condamnés et exécutés par le gouvernement pour leurs exactions envers les aborigènes.
- 1861 : la bataille de Big Bethel, pendant la guerre de Sécession, se termine avec la victoire des confédérés.
- 1864 : la bataille de Brice's Crossroads, pendant la guerre de Sécession, se termine par une victoire des confédérés.
- 1878 : fondation de la Ligue de Prizren, ayant pour but la réunification de tous les territoires albanais en un État.

### XXesiècle
- 1924 : assassinat du député socialiste italien Giacomo Matteotti.
- 1940 : 
  - capitulation de la Norvège, fin de l'opération Weserübung.
  - Mussolini déclare la guerre à la France.
- 1942 : massacre de Lidice, en représailles de l'assassinat de Reinhard Heydrich ; les SS exécutent la majorité des habitants de ce village.
- 1944 : massacre d'Oradour-sur-Glane, plus grand massacre de civils commis en France par les armées allemandes (dont des Alsaciens malgré-nous), qui fait 642 morts.
- 1971 : massacre de Corpus Christi au Mexique. Des dizaines de manifestants, réclamant la fin de l’impunité, et un pays plus démocratique, sont tués dans une attaque d'un groupe paramilitaire[2].
- 1979 : premières élections européennes au suffrage universel direct en France et dans les huit autres États membres d'alors simultanément, dont ressortira Simone Veil comme premier président (femmes et hommes confondus) du Parlement de l'U.E., issue d'une liste de centre droit déjà majoritaire dans l'Union[3].

### XXIesiècle
- 2011 : résolution n° 1985 du Conseil de sécurité des Nations unies sur la non-prolifération nucléaire en république populaire démocratique de Corée du nord.
- 2014 : l’EIIL et des rebelles sunnites battent des forces gouvernementales irakiennes lors de la bataille de Mossoul et s’emparent de la province de Ninawa.
- 2019 : en Grèce, le président Prokópis Pavlópoulos dissout le Parlement et convoque des élections anticipées pour le 7 juillet afin de renouveler pour quatre ans les 300 députés[4].

- 2024 : le vice-président du Malawi Saulos Chilima (photo) et neuf autres personnes trouvent la mort dans un accident d'avion dans le district de Mzimba[5].

## Arts, culture et religion
- 1609 : des reliques de Basile de Riazan sont retrouvées en bon état de conservation 314 ans après sa mort.
- 1925 : formation à Toronto de l'Église unie du Canada à savoir une union des paroisses presbytériennes, méthodistes et congrégationalistes dans un seul service.
- 1988 : premier concert européen au stade de la Beaujoire de Nantes, en France, du groupe musical Pink Floyd lors de sa tournée A Momentary Lapse of Reason Tour.

## Économie et société
- 1886 : éruption du mont Tarawera en Nouvelle-Zélande entraînant 153 morts, détruisant au passage les Pink and White Terraces (« terrasses roses et blanches ») et créant une faille de 17 km de long au terme de trois mois.
- 2019 : un massacre dans le village de Sobane-Kou dans la région de Mopti au Mali cause une centaine de morts[6] (dans la sinistre continuation des massacres de Lidice, Oradour et mexicain ci-avant).
- 2025 : en Autriche, une tuerie dans un lycée à Graz fait onze morts et une trentaine de blessés[7].

## Naissances

### XVIIesiècle
- 1637 : Jacques Marquette, explorateur et missionnaire français († 18 mai 1675).
- 1673 : René Duguay-Trouin, corsaire français malouin († 27 septembre 1736).

### XVIIIesiècle
- 1706 : John Dollond, ingénieur-opticien britannique († 30 novembre 1761).
- 1716 : Carl Gustaf Ekeberg, navigateur et cartographe suédois († 4 avril 1784).
- 1755 : Louis Joseph Le Beschu de Champsavin, militaire et homme politique français († 22 janvier 1836).
- 1770 : George Caley, botaniste et explorateur britannique († 23 mai 1829).

### XIXesiècle
- 1804 : Hermann Schlegel, ornithologue allemand († 17 janvier 1884).
- 1819 : Gustave Courbet, peintre français († 31 décembre 1877).
- 1840 : Theodor Philipsen, peintre danois († 3 mars 1920).
- 1845 : Benjamin-Constant, peintre français († 26 mai 1902).
- 1858 : Xavier de Cardaillac, avocat, historien, traducteur et journaliste français († 29 décembre 1930).
- 1861 : Pierre Duhem, physicien, chimiste, historien et philosophe des sciences français († 14 septembre 1916).
- 1863 : Madeleine Zillhardt, artiste française, légataire de l'œuvre de sa compagne Louise Catherine Breslau († 16 avril 1950).
- 1885 : Marius Hubert-Robert, artiste peintre orientaliste français († 14 mars 1966).
- 1889 : Sessue Hayakawa, acteur japonais († 23 novembre 1973).
- 1891 : Al Dubin, parolier américain († 11 février 1945).
- 1895 : 
  - Hattie McDaniel, actrice américaine († 26 octobre 1952).
  - Emanuele Stablum, religieux et médecin, juste parmi les nations († 16 mars 1950).
- 1897 : Tatiana Nikolaïevna, grande-duchesse de Russie, deuxième fille de Nicolas II († 17 juillet 1918).

### XXesiècle
- 1901 : Frederick Loewe, compositeur américain de comédies musicales († 14 février 1988).
- 1908 : Robert Cummings, acteur américain († 2 décembre 1990).
- 1910 : Howlin' Wolf (Chester Arthur Burnett dit), musicien américain († 10 janvier 1976).
- 1911 : 
  - Ralph Kirkpatrick, claveciniste et musicologue américain († 13 avril 1984).
  - Terence Rattigan, écrivain et scénariste britannique († 30 novembre 1977).
- 1912 : Jean Lesage, avocat et homme politique canadien, Premier ministre de 1960 à 1966 († 12 décembre 1980).
- 1915 : Saul Bellow, écrivain américain d’origine québécoise, prix Nobel de littérature en 1976 († 5 avril 2005).
- 1918 : 
  - Barry Morse, acteur, réalisateur et scénariste canadien d’origine britannique († 2 février 2008).
  - Patachou (Henriette Lesser née Ragon dite), chanteuse française († 30 avril 2015).
- 1920 : 
  - Domingo Dominguín (Domingo González Lucas dit), matador espagnol († 12 avril 1975).
  - Jean Perrot, archéologue français († 24 décembre 2012).
- 1921 :
  - Philip de Grèce, duc d'Édimbourg, prince consort d'Angleterre, époux de la reine Elisabeth II († 9 avril 2021).
  - Teddy Schaank, actrice néerlandaise († 9 mars 1988).
- 1922 : Judy Garland (Frances Ethel Gumm dite), actrice et chanteuse américaine († 22 juin 1969).
- 1923 : 
  - Paul Brunelle, auteur-compositeur et interprète country québécois († 24 novembre 1994).
  - Madeleine Lebeau, actrice française († 1er mai 2016).
  - Robert Maxwell, magnat de la presse britannique d’origine tchécoslovaque († 5 novembre 1991).
  - Carlo Pavesi, escrimeur italien, champion olympique († 24 mars 1995).
- 1924 : 
  - Jean-Jacques Bastian, adolescent résistant français en Alsace pendant la Seconde Guerre mondiale († 4 novembre 2018).
  - Marie-Élisabeth Cons-Boutboul, avocate française († 15 avril 2021).
- 1925 :
  - Léo Gravelle, joueur de hockey sur glace québécois († 30 octobre 2013).
  - James Salter, écrivain américain († 19 juin 2015).
- 1926 :
  - Lionel Jeffries, acteur, réalisateur et scénariste britannique († 19 février 2010).
  - Jérôme Peignot, romancier, « typo'ète » et pamphlétaire français, donateur à la Bibliothèque parisienne de l'Arsenal.
- 1927 : 
  - Guy Deroubaix, prélat français, évêque de Saint-Denis de 1978 à 1996 († 8 janvier 1996).
  - László Kubala, footballeur hongrois († 17 mai 2002).
- 1928 : Maurice Sendak, écrivain et illustrateur américain († 8 mai 2012).
- 1929 :
  - June Holst-Roness (en), femme politique sierra-léonaise († 14 février 2008).
  - James McDivitt (James Alton McDivitt dit Jim McDivitt), astronaute américain.
  - Edward Osborne Wilson, biologiste, entomologiste et sociobiologiste américain fondateur de la sociobiologie et concepteur du terme « biodiversité » († 26 décembre 2021).
- 1931 : João Gilberto, chanteur brésilien († 6 juillet 2019).
- 1932 : 
  - Aleksandra Dunin-Wąsowicz, archéologue polonaise de l'Académie des sciences de son pays († 22 juillet 2015).
  - Gardner McKay, acteur américain († 21 novembre 2001).
  - Catherine Rich (née Renaudin), actrice française de théâtre, télévision et cinéma († 18 janvier 2021).
- 1933 : Tex Lecor, auteur-compositeur, interprète et peintre québécois († 9 septembre 2017).
- 1934 : Alois Mock, homme politique autrichien († 1er juin 2017).
- 1936 : Viatcheslav Kébitch, homme politique soviétique puis biélorusse, Premier ministre de Biélorussie de fin 1991 à mi-1994 († 9 décembre 2020).
- 1937 : Luciana Paluzzi, actrice italienne.
- 1938 : Ernestine Russell, gymnaste artistique canadienne.
- 1939 : Alexandra Stewart, actrice québécoise.
- 1940 : 
  - Jacques Rancière, philosophe français, principalement de la politique et de l'esthétique, professeur émérite à Paris VIII Saint-Denis.
  - Annemarie Zimmermann, kayakiste allemande, double championne olympique.
- 1941 : 
  - Jérôme Martin, prélat français († 4 décembre 2009).
  - Shirley Owens (en), chanteuse américaine du groupe The Shirelles.
  - Jürgen Prochnow, acteur allemand.
- 1942 :
  - Chantal Goya (Chantal de Guerre dite), chanteuse pour enfants et comédienne française.
  - Petr Klimouk, cosmonaute soviétique.
  - Preston Manning, homme politique canadien, fondateur et premier chef du Parti réformiste du Canada, qui deviendra ensuite l'Alliance canadienne.
- 1943 : Jacques Soppelsa, géopolitologue français.
- 1947 : 
  - Michel Bastarache, juge canadien, ayant exercé à la Cour suprême du Canada.
  - Nicole Bricq, femme politique française, députée puis sénatrice de Seine-et-Marne, ministre de l'Écologie, du Développement durable et de l'Énergie de mai à juin 2012 et ministre du Commerce extérieur de juin 2012 à mars 2014 († 6 août 2017).
  - Randy Edelman, compositeur américain.
  - Ken Singleton, joueur de baseball américain.
- 1948 : Hubert Herbreteau, prélat français.
- 1950 : 
  - Bernard Bonnejean, écrivain et critique.
  - Claude Chamboissier dit Framboisier, acteur et chanteur français du groupe Les Musclés († 4 janvier 2015).
  - Elías Sosa (en), joueur de baseball dominicain.
- 1951 : 
  - France Dougnac, actrice française († 4 juillet 2018).
  - Dan Fouts, joueur américain de football américain.
- 1952 : Dominique Lévesque, humoriste et acteur québécois († 20 décembre 2016).
- 1953 : Christine St-Pierre, journaliste et femme politique québécoise, députée de l'Acadie, ministre de la culture, des communications, et de la condition féminine, de 2007 à 2012, et ministre des relations internationales et de la francophonie, depuis avril 2014.
- 1954 : Moya Greene, femme d'affaires canadienne.
- 1955 : 
  - Marc Autheman, journaliste français.
  - Andrew Stevens, acteur, producteur, réalisateur et scénariste américain.
- 1957 : Hidetsugu Aneha, architecte japonais.
- 1959 :
  - Carlo Ancelotti, footballeur et entraîneur italien.
  - François Morel, fantaisiste, acteur et scénariste français et normand de théâtre, télévision, radio et cinéma, chroniqueur radiophonique.
- 1961 : Maxi Priest, chanteur de reggae britannique.
- 1962 : 
  - Gina Gershon, actrice et productrice américaine.
  - Brent Sutter, joueur de hockey sur glace canadien.
  - Ralf Schumann, tireur sportif allemand, triple champion olympique.
- 1963 : Jeanne Tripplehorn, actrice américaine.
- 1964 : 
  - Jimmy Chamberlin, musicien américain du groupe The Smashing Pumpkins.
  - Ben Daniels, acteur britannique.
  - Vincent Perez, acteur suisse francophone.
- 1965 :
  - Elizabeth Hurley, actrice britannique.
  - Eta Rory, femme politique du Vanuatu.
- 1968 : Boris Rehlinger, acteur français spécialisé dans le doublage.
- 1971 : 
  - Johan Kleingeld, joueur sud-africain de badminton.
  - Bruno Ngotty, footballeur français.
  - Monique Ric-Hansen, joueuse sud-africaine de badminton.
  - Ilia Saveliev, joueur russe de volley-ball.
- 1973 : 
  - Faith Evans, chanteuse américaine.
  - Hugo Latulippe, cinéaste québécois.
- 1975 : Oliver Tschanz, joueur suisse de hockey sur glace.
- 1976 : James Moore, homme politique canadien, député de la Chambre des communes du Canada de 2004 à 2015 et ministre du patrimoine canadien et des langues officielles.
- 1977 : Benjamin Millepied, danseur français.
- 1978 : Shane West, acteur américain.
- 1979 : 
  - Iván Vicente, matador espagnol.
  - Svetlana Zakharova, ballerine russe.
- 1981 : Jonathan Bennett, acteur américain.
- 1982 :
  - Issa Doumbia, acteur et humoriste français.
  - Tara Lipinski, patineuse artistique américaine.
  - Madeleine, princesse de Suède.
- 1983 : Leelee Sobieski, actrice américaine.
- 1985 : 
  - Andy Schleck, coureur cycliste luxembourgeois.
  - Kreesha Turner (en), chanteuse, réalisatrice artistique et danseuse canadienne.
- 1986 : 
  - Al Alburquerque, lanceur de baseball professionnel dominicain.
  - Camille Lellouche, actrice, humoriste et chanteuse française.
- 1987 : Amobi Okoye, joueur nigérian de football américain.
- 1988 : Edwige Ngono Eyia, lutteuse camerounaise.
- 1989 : Alexandra Stan, chanteuse roumaine.
- 1997 : Cheung Ka Long, escrimeur hongkongais champion olympique de Tokyo 2020.

### XXIesiècle
- 2004 : Gayle (Taylor Gayle Rutherford dite), auteure-compositrice-interprète américaine.

## Décès

### XIIesiècle
- 1190 : Frédéric Barberousse (Friedrich Barbarossa en allemand, Fridericus Ænobarbus en latin), empereur du Saint-Empire romain germanique de 1155 à sa mort (° 1122).

### XIIIesiècle
- 1294 : Casimir II, duc de Łęczyca (° entre 1262 et 1265).

### XVIesiècle
- 1525 : Florian Geyer, figure de la guerre des Paysans allemands (° vers 1490).
- 1580 : Luís de Camões, poète portugais (° 1525).
- 1590 : François du Plessis de Richelieu, capitaine français, père du cardinal ministre de Richelieu (° 1548).

### XVIIesiècle
- 1660 : Étienne de Flacourt, naturaliste français (° 1607).

### XIXesiècle
- 1808 : Jean Baptiste de Belloy, prélat français (° 9 octobre 1709).
- 1836 : André-Marie Ampère, physicien français (° 20 janvier 1775).
- 1849 : Thomas-Robert Bugeaud, militaire français (° 15 octobre 1784).
- 1858 : Robert Brown, botaniste écossais (° 21 décembre 1773).
- 1886 : 
  - Joseph Pourcet, général et homme politique français (° 19 mars 1813).
  - Florencio Rodríguez Vaamonde, homme politique espagnol (° 22 février 1807).
- 1899 : Ernest Chausson, compositeur français (° 20 janvier 1855).

### XXesiècle
- 1902 : Jacint Verdaguer, poète espagnol (° 17 mai 1845).
- 1923 : Pierre Loti (Julien Viaud dit), écrivain français (° 14 janvier 1850).
- 1924 : Giacomo Matteotti, homme politique italien, député socialiste assassiné (° 22 mai 1885).
- 1925 : Antoine Depage, chirurgien et homme politique belge (° 28 novembre 1862).
- 1926 : Antoni Gaudí, architecte espagnol (° 25 juin 1852).
- 1934 : Frederick Delius, compositeur post-romantique britannique d'origine allemande (° 29 janvier 1962).
- 1937 : Robert Borden, homme politique canadien, Premier ministre de 1911 à 1920 (° 26 juin 1854).
- 1940 : Marcus Garvey, homme politique et militant noir américain, pionnier du panafricanisme et fondateur de la Black Star Line (° 17 août 1887).
- 1944 : villageois victimes du massacre d'Oradour-sur-Glane leur village limousin.
- 1946 : Jack Johnson, boxeur américain, premier Noir à avoir été sacré champion du monde des poids lourds (° 31 mars 1878).
- 1949 : Sigrid Undset, écrivain norvégien, prix Nobel de littérature en 1928 (° 20 mai 1882).
- 1967 : Spencer Tracy, acteur américain (° 5 avril 1900).
- 1968 : Berthe Kolochine-Erber, biologiste française (° 28 décembre 1890).
- 1970 : Santiago Herrero, pilote de course espagnol (° 9 mai 1943).
- 1971 : Michael Rennie, acteur britannique (° 25 août 1909).
- 1974 : Henry de Gloucester, fils du roi George V et oncle de la reine Élisabeth II (° 31 mars 1900).
- 1976 : Adolph Zukor, producteur de cinéma américain, cofondateur de Paramount Pictures (° 7 janvier 1873).
- 1982 : Rainer Werner Fassbinder, réalisateur allemand (° 31 mai 1945).
- 1983 : Nadia Reisenberg, pianiste américaine d'origine lituanienne (° 14 juillet 1904).
- 1985 : George Chandler, acteur américain (° 30 juin 1898).
- 1987 : 
  - Elizabeth Hartman, actrice américaine (° 23 décembre 1943).
  - Alain Montpetit, animateur québécois de radio et de télévision (° 24 septembre 1950).
- 1991 : Vercors, résistant et écrivain français (° 26 février 1902).
- 1996 : 
  - Chiyo Uno, écrivaine japonaise (° 28 novembre 1897).
  - Jo Van Fleet, actrice américaine (° 29 décembre 1915).
- 1997 :
  - Kim Ki-soo, boxeur sud-coréen (° 17 septembre 1939).
  - Son Sen, homme politique cambodgien, ministre de la Défense (° 12 juin 1930).
- 1998 : 
  - Fernando Germani, organiste, compositeur et pédagogue italien (° 5 avril 1906).
  - Hammond Innes, auteur britannique (° 15 juillet 1913).
- 1999 : Élie Kakou, humoriste français (° 12 janvier 1960).
- 2000 : 
  - Hafez el-Assad, homme d'État syrien, chef d'État de 1970 à sa mort (° 6 octobre 1930).
  - Jack Hoobin, cycliste sur route australien (° 23 juin 1927).
  - Frank Patterson, ténor irlandais (° 5 octobre 1938).

### XXIesiècle
- 2002 : John Gotti, mafieux américain (° 27 octobre 1940).
- 2004 :
  - Ray Charles, musicien américain (° 23 septembre 1930).
  - Odette Laure, comédienne française (° 28 février 1917).
- 2007 : 
  - Parviz Varjavand, archéologue iranien (° 5 janvier 1934).
  - Jacques Gauthé, musicien de jazz (° 12 juin 1936).
- 2009 : Denis Bra Kanon, homme politique ivoirien, ministre de l'Agriculture (° dans les années 1930).
- 2010 : Ginette Garcin, actrice et chanteuse française (° 4 janvier 1928).
- 2012 : Georges Mathieu, peintre et académicien français ès beaux-arts à Paris (° 27 janvier 1921).
- 2016 :
  - Christina Grimmie, chanteuse, pianiste et compositrice américaine assassinée (° 12 mars 1994).
  - Gordie Howe, joueur de hockey sur glace canadien (° 31 mars 1928).
- 2022 : 
  - Jean-Jacques Barthe, homme politique français (° 16 mars 1986).
  - Billel Benhammouda, footballeur algérien (° 28 août 1997).
- 2023 :
  - Hassana Alidou, pédagogue et diplomate nigérienne (° 29 mars 1963).
  - Clive Barker, entraîneur de football sud-africain (° 23 juin 1944).
  - Michel Cosem, écrivain et éditeur français (° 28 mai 1939).
  - Étienne De Beule, coureur cycliste belge (° 20 novembre 1953).
  - Park Je-chun, écrivain et poète sud-coréen (° 23 mars 1945).
  - Jean Jeener, chimiste et physicien belge (° 31 juillet 1931).
  - Theodore Kaczynski, terroriste américain (° 22 mai 1942).
  - Jari Niinimäki, footballeur finlandais (° 1er décembre 1957).
  - Nuccio Ordine, écrivain, historien de la littérature, essayiste, critique littéraire et enseignant italien (° 18 juillet 1958).
  - Roger Payne, biologiste américain (° 29 janvier 1935).
  - Jim Turner, joueur de foot U.S américain (° 28 mars 1941).
- 2024
  - Ralph Caulton, joueur de rugby à XV international néo-zélandais (° 10 janvier 1937).
  - Saulos Chilima, homme d'État malawite (° 12 février 1973).
  - Gérard Dériot, homme politique français (° 1er novembre 1944).
  - Jean-Paul Hammann, homme politique français (° 3 octobre 1925).
  - Nathan Hare, sociologue, psychologue, académicien et militant américain (° 9 avril 1933).
  - James Lawson, militant et professeur d'université américain (° 22 septembre 1928).
- 2025 :
  - Bujar Bukoshi, homme politique yougoslave puis kosovar (° 13 mai 1947).
  - Suchinda Khra-prayun, militaire et homme d'État thaïlandais (° 6 août 1933).
  - José Enrique Serrano, homme politique espagnol (° 25 juillet 1949).
  - Günther Uecker, artiste allemand (° 13 mars 1930).
  - Harris Yulin, acteur américain (° 5 novembre 1937).

## Célébrations

### Internationale
- Journée mondiale de l’Art nouveau[8].
- Journée internationale de l'héraldique[9], depuis 2013[10], à l'initiative du peintre polonais Tomek Steifer.

### Nationales
- République du Congo (Union africaine) : fête de commémoration de la conférence nationale souveraine[11].
- Guyane (France & Union européenne sur le sol sud-américain) : jour férié de commémoration du décret d'abolition de l'esclavage du 27 avril 1848 (voir aussi 10 mai non férié pour la France entière, d'autres dates intermédiaires en Martinique et Guadeloupe, ultérieure à La Réunion (vers décembre) voire Mayotte et autres DROM-C.O.M., sinon les bagnards de la mer de Saint-Pierre-et-Miquelon)[12].
- Portugal (Union européenne à zone euro) : jour du Portugal de fête nationale et de célébration du poète Luís de Camões décédé un 10 juin ci-avant ( voir aussi 5 octobre).

### Religieuse
Christianisme orthodoxe : station dans la fondation de Zabinus, nouveau Saint-Zacharie, dans le lectionnaire de Jérusalem ; au deuxième mille (dans LA, au début du Ve s., station vraisemblablement à Bethphagé) ; mémoire de Zacharie, prophète, avec lecture de Za. 3, 7 – 6, 15 (Za. 3, 7 – 4, 9 LA), I Cor. 12, 26(-31) (I Cor. 12, 26 – 13, 10 LA), et de Lc 11, 49 – 12, 2 (Mt. 23, 34 – 24, 1 LA), avec apôtres et prophètes pour mots communs entre l'évangile et l'épître.

### Saints des Églises chrétiennes

#### Saints des Églises catholiques et orthodoxes
Référencés ci-après in fine, :
- Censure († entre 486 et 502) -ou « Censurius », « Censorius » ou « Censoir »-, évêque d'Auxerre en Bourgogne.
- Ebremond († vers 720) ou Evremond, abbé de Fontenai-les-Louvets en Normandie, patron de la ville de Creil.
- Foulques († 900 ou 901) dit « le Vénérable », évêque de Reims ; date catholique, fêté le 17 juin par les orthodoxes[15].
- Ithamar († vers 656) ou Emar, premier évêque de anglo-saxon, évêque de Rochester en Angleterre qui succéda à saint Paulin.
- Landry de Paris († 656 ou 661), évêque de Paris.
- Maurin de Cologne († ?), martyr dans le diocèse de Cologne.
- Maxime de Naples (IVe siècle), évêque de Naples, exilé par l'empereur ; date catholique, fêté le 12 juin par les orthodoxes[16].
- Olive de Palerme (IXe siècle) -ou « Olivia »-, vierge et martyre légendaire à Tunis, vénérée à Palerme en Sicile.
- Bardon († 1051), archevêque de Mayence.

#### Saints et bienheureux des Églises catholiques
référencés ci-après :
- Bogomile († 1182), prêtre polonais à Dobrów puis évêque de Gniezno (Gnesen) qui fonda l'abbaye de Coronova et se retira en 1172 comme moine camaldule à Uniejov.
- Diane d'Andalo († 1236), bienheureuse religieuse dominicaine italienne.
- Édouard Poppe († 1924), bienheureux prêtre belge[17].
- Eustache Joseph Kugler († 1946), bienheureux religieux allemand.
- Henri de Bolzano († 1315), bienheureux, pénitent laïc.
- Jean Dominici († 1413), bienheureux, frère prêcheur, évêque de Budapest.
- Marc-Antoine Durando († 1880), bienheureux, fondateur de l'Institut des Sœurs nazaréennes de la Passion.
- Thomas Green ou « Thomas Scryven », « Thomas Redinget » et Walter Pierson († 1537), bienheureux, chartreux anglais martyrs.

#### Saints orthodoxes?
Outre les saints œcuméniques voire pré-schismatiques ci-avant, aux dates parfois "juliennes" / orientales ...
- Jean de Tobolsk (en) († 1715) -ou « Jean Maximovitch »- dit « l'Ancien », originaire de Tchernigov, métropolite de Tobolsk en Sibérie, prophète et clairvoyant.

### Prénoms du jour
Bonne fête aux Kijo, Landry, Foulques et ses variantes : Folco (italien), Foulquier, Fulco (néerlandais), Fulk (anglais), Fulko (allemand et polonais), Fulquerio (espagnol), etc.

## Traditions et superstitions
Veille d'ouverture de la quinzaine de l'ancienne foire du Lendit à Saint-Denis au nord de Paris puis vers La Chapelle, en cette saint-Landry.

### Dictons
- « À la saint-Landry, le dail[18] est dans le pré. »[19]
- « À la saint-Landry, s'il tonne, restera vide la tonne. »[19]
- « Ciel du 10 juin boudeur, foin mal sec et sans saveur. »[19]
- « S'il tonne le jour de la saint-Landry, tant pis si c'est un vendredi, et le jour où change la lune, tu n'auras de récolte aucune. »[19]
- « Si le 10 juin est serein, on assure avoir du grain. »[20]

### Astrologie
Signe du zodiaque : 20e jour du signe astrologique des Gémeaux.

## Toponymie
Les noms de plusieurs voies, places, sites ou édifices de pays ou régions francophones contiennent cette date sous diverses graphies : voir Dix-Juin .